# Monanthes
Monanthes, biljni rod iz porodice tustikovki, dio tribusa Aeonieae. Postoji osamnaest vrsta, plus četiri hibridne, raširenih po Maroku i otocima Selvagens i Kanarima.

## Vrste
1. Monanthes anagensis Praeger
2. Monanthes atlantica Ball
3. Monanthes brachycaulos (Webb & Berthel.) Lowe
4. Monanthes × burchardii Bramwell & G.D.Rowley
5. Monanthes dasyphylla Svent.
6. Monanthes × filifolia Bañares
7. Monanthes icterica (Webb ex Bolle) Christ
8. Monanthes laxiflora (DC.) Bolle
9. Monanthes lowei (A.Paiva) P.Pérez & Acebes
10. Monanthes minima (Bolle) Christ
11. Monanthes muralis (Webb ex Bolle) Hook.f.
12. Monanthes niphophila Svent.
13. Monanthes pallens (Webb ex Christ) Christ
14. Monanthes polyphylla Haw.
15. Monanthes praegeri Bramwell
16. Monanthes purpurascens (Bolle & Webb) Christ
17. Monanthes silensis (Praeger) Svent.
18. Monanthes subcrassicaulis (Kuntze) Praeger
19. Monanthes × subglabrata Bañares
20. Monanthes subrosulata Bañares & A.Acev.-Rodr.
21. Monanthes × tilophila (Bolle) Christ
22. Monanthes wildpretii Bañares & S.Scholz